# روبرت تي فريدريك
روبرت تي فريدريك (بالإنجليزية: Robert T. Frederick)‏ هو عسكري أمريكي، ولد في 14 مارس 1907 في سان فرانسيسكو في الولايات المتحدة، وتوفي في 29 نوفمبر 1970 في ستانفورد في الولايات المتحدة.